# Soteriscus gaditanus
Soteriscus gaditanus is een pissebed uit de familie Porcellionidae. De wetenschappelijke naam van de soort is voor het eerst geldig gepubliceerd in 1956 door Albert Vandel.